# 様子
| ウィキペディアには「様子」という見出しの百科事典記事はありません（タイトルに「様子」を含むページの一覧/「様子」で始まるページの一覧）。 代わりにウィクショナリーのページ「様子」が役に立つかもしれません。 |